# The League
The League es una serie de televisión estadounidense creada por Jeff Schaffer y Jackie Marcus Schaffer y transmitida por FX que se enmarca en la categoría de sitcom semi-improvisada. Su primera temporada fue estrenada el 29 de octubre de 2009. A partir de la quinta temporada en 2013, la serie se trasladó al nuevo canal de cable FXX.
Consta de siete temporadas, todas ellas de trece episodios menos la primera que solo consta de seis. Su último capítulo se emitió el 9 de diciembre de 2015.

## Argumento
La serie gira en torno a seis amigos que participan en una liga fantástica de la NFL (fútbol americano) y tratan de conseguir despiadadamente el trofeo de campeón, The Shiva, bautizado así en honor a una compañera de instituto de varios personajes llamada Shivakamini Somakandarkram. La trama se mueve entre los enfrentamientos de los seis amigos para ser los ganadores de la liga, mezclando situaciones de la vida diaria con cameos de jugadores profesionales de la NFL.

## Personajes
- Mark Duplass es Peter "Pete" Eckhart: Tres veces campeón de la liga y recientemente separado de Meegan (interpretada por Leslie Bibb). Pete es conocido por sus engaños y triquiñuelas para conseguir jugadores o victorias fáciles.

- Stephen Rannazzisi es Kevin MacArthur: Un asistente del fiscal del distrito y mejor amigo de Pete, Kevin es el comisionado de la liga en sus primeras temporadas, siendo el encargado de la organización, de aceptar los traspasados y resolver las disputas. Como suele tener problemas para decidir su estrategia en la liga suele apoyarse en los conocimientos de su esposa, Jenny, sobre NFL, que realmente maneja el equipo.

- Nick Kroll es Rodney Ruxin: Un abogado judío, que es tan cruel y desagradable en la liga como en los tribunales. Se debate entre complacer a su esposa, Sofia Ruxin, y aplastar a sus rivales en la competición.

- Paul Scheer es Dr. Andre Nowzick: Un rico cirujano plástico cuya ingenuidad hace que sea el centro de las bromas del resto del grupo, especialmente debido a su vestimenta y a ser calvo.

- Jon Lajoie es Taco MacArthur: El hermano menor de Kevin, un músico desempleado, ligón y aficionado a las drogas que no sabe mucho de la NFL, pero no le preocupa. Llegó a ganar The Shiva en 2006.

- Katie Aselton es Jenny MacArthur: La esposa de Kevin, toma la mayoría de decisiones importantes en el equipo de su marido. Es una entusiasta de la Liga Fantástica y quiere de conseguir un equipo propio para las siguientes temporadas.

- Nadine Velazquez es Sofia Ruxin: Esposa de Ruxin. Sofia es latina y tiene muy buena relación con Taco, el único amigo de su marido que soporta.

- Jason Mantzoukas es Rafi: Hermano de Sofia, apodado "Bro lo el Cuñado", se presenta como una persona desquiciada y desagradable que a nadie del grupo le cae bien, pero Sofia obliga a su marido a llevarlo con él.

- Alina Foley es Ellie MacArthur: La hija de Jenny y Kevin. Ellie ha heredado el lenguaje grosero que sus progenitores usan con sus compañeros de la liga.

- Janina Gavankar es Shivakamini Somakandarkram: Una doctora especializada en urología que fue la mejor de su clase. Fue compañera de instituto del grupo de amigos y es la "diosa" de la liga y da nombre al trofeo de campeón, The Shiva, que está coronado con una foto suya de adolescente.